# Diospyros anisocalyx
Diospyros anisocalyx är en tvåhjärtbladig växtart som beskrevs av Cheng Yih Wu. Diospyros anisocalyx ingår i släktet Diospyros och familjen Ebenaceae. Inga underarter finns listade i Catalogue of Life.